# Vojo Gardašević
Wojo Gardašević (Servisch: Војо Гардашeвић) (Podgorica, 10 oktober 1940) is een Montenegrijns voormalig voetballer en voetbalcoach. Hij kwam in het seizoen 1968/69 uit voor Zwolsche Boys en de twee volgende seizoenen voor PEC Zwolle.

## Statistieken
| Seizoen | Club          | Land      | Competitie     | Wed. | Goals |
| ------- | ------------- | --------- | -------------- | ---- | ----- |
| 1968/69 | Zwolsche Boys | Nederland | Tweede divisie | –    | 2     |
| 1969/70 | PEC           | Nederland | Tweede divisie | –    | 3     |
| 1970/71 | PEC           | Nederland | Tweede divisie | –    | 4     |
| Totaal  | Totaal        | Totaal    | Totaal         | –    | 9     |